# 手盗形類
手盗形類（しゅとうけいるい、学名 Maniraptoromorpha）は、コエルロサウルス類の一群であり、オルニトレステス、コンプソグナトゥス科、現生鳥類、手盗型類などの分類群を含む。手盗型類は、少なくとも前述のオルニトレステスと同じ分類群であることを支持する系統学的分析がいくつかある。この分類群はアンドレア・カウによって命名され、「アンデスコンドル(Linnaeus、1758年)を含み、ティラノサウルス・レックス(Osborn、1905年)を除く最も包括的なクレード」と定義された。
2018年カウによれば、手盗形類に含まれるコエルロサウルス類のグループは以下の共有派生形質を持つとされている。
後肢の頸部遠心にキールまたはカリナ、尾椎にハイポスフェン-ハイパントラム関節がないこと（獣脚類の形質的条件への逆転）、半月状手根骨に顕著な背内側突起があること、恥骨の腹側縁が凸状であること、脛骨の遠位端が矩形以下であること、腓骨近位端の後縁に沿って溝があること。
2019年、ヘンドリックスらは、手盗形類の下位分類群である、新コエルロサウルス類(Neocoelurosauria)を、手盗類とコンプソグナトゥス科を含むクレードの分岐ベースのノードとして設立した。